# Robert Millar
Philippa York, nata Robert Millar (Glasgow, 13 settembre 1958), è un'ex ciclista su strada britannico.
Professionista dal 1980 al 1995, vinse tre tappe al Tour de France.

## Carriera
Millar ottenne i primi successi in carriera al Tour de France, aggiudicandosi una vittoria di tappa nel 1983 e nell'edizione successiva. Nella grande boucle del 1984 terminò al quarto posto nella classifica generale e colse il successo nella classifica scalatori, migliori risultati ottenuti da un ciclista britannico fino a quell'edizione e primati che sarebbero stati battuti soltanto nel 2012, anno in cui Bradley Wiggins e Chris Froome, connazionali di Millar, salirono sui primi due gradini del podio del Tour. Successivamente ottenne anche il miglior piazzamento per un ciclista britannico al Giro d'Italia, piazzandosi al secondo posto nell'edizione del 1987 e vincendo anche in quel caso la classifica degli scalatori.

### Dopo il ritiro
Al termine della carriera agonistica, dal 2003 non si sentì più parlare di Millar fino al 2007, quando un tabloid britannico lo scovò nel Dorset, dove viveva con la sua compagna Linda Purr, dopo aver cambiato sesso e facendosi chiamare Philippa York. Dal 2010 tiene un editoriale sul sito web di informazione ciclistica Cyclingnews.com, commentando i risultati delle varie competizioni a due ruote.

## Palmarès
- 1978 (dilettanti)

Campionati britannici, Prova in linea Dilettanti
Tour of the Peak
- 1979 (dilettanti)

Campionati britannici, Prova in linea Dilettanti
Grand Prix de Lillers
Classifica generale La Route de France
- 1983

10ª tappa Tour de France (Pau > Bagnères-de-Luchon)
- 1984

2ª tappa Tour de Romandie
10ª tappa Tour de France (Pau > Guzet-Neige)
- 1985

Classifica generale Volta Ciclista a Catalunya
- 1986

6ª tappa Vuelta a España (Santander > Lagos de Covadonga)
- 1987

1ª tappa Tour Méditerranéen (Santander > Lagos de Covadonga)
21ª tappa Giro d'Italia (Como > Pila)
- 1989

4ª tappa Tour de Romandie
6ª tappa, 2ª semitappa Critérium du Dauphiné Libéré (Le Revard)
9ª tappa Tour de France (Cauterets > Superbagnères)
Classifica generale Tour of Britain
- 1990

4ª tappa Tour de Romandie
Classifica generale Critérium du Dauphiné Libéré
- 1991

5ª tappa Tour de Suisse (Klausenpass, cronometro)
- 1995

Manx International (valido come Campionati britannici, Prova in linea)

### Altri successi
- 1984

Classifica scalatori Tour de France
- 1987

Classifica scalatori Giro d'Italia

## Piazzamenti

### Grandi Giri
- Giro d'Italia

1987: 2º
- Tour de France

1983: 14º
1984: 4º
1985: 11º
1986: ritirato
1987: 19º
1988: ritirato
1989: 10º
1990: ritirato
1991: 72º
1992: 18º
1993: 24º
- Vuelta a España

1985: 2º
1986: 2º
1988: 6º
1992: 20º
1993: 15º

### Classiche monumento
- Milano-Sanremo

1980: 99º
1984: 27º
1985: 76º
1988: 30º
1991: 95º
1992: 126º
- Liegi-Bastogne-Liegi

1984: 15º
1986: 31º
1987: 5º
1988: 3º
1989: 29º
1990: 15º
1992: 9º
1993: 28º
- Giro di Lombardia

1983: 25º
1984: 35º
1986: 13º
1987: 21º
1988: 19º
1989: 31º
1990: 4º
1991: 47º
1993: 24º
1994: 16º

### Competizioni mondiali
- Campionati del mondo

Sallanches 1980 - In linea: 11º
Praga 1981 - In linea: 14º
Altenrhein 1983 - In linea: 37º
Barcellona 1984 - In linea: 6º
Giavera del Montello 1985 - In linea: 10º
Villach 1987 - In linea: 52º
Ronse 1988 - In linea: 48º
Chambéry 1989 - In linea: 30º
Utsunomiya - In linea: 36º
Duitama 1990 - Cronometro: 19º
Stoccarda 1991 - In linea: 49º
Oslo 1993 - In linea: ritirato
Agrigento 1994 - In linea: 51º

## Riconoscimenti
- Palma d'Oro Merlin Plage nel 1979
- Inserito nella British Cycling Hall of Fame nel 2009